# Bala Göyüşlü
Bala Göyüşlü è un comune dell'Azerbaigian situato nel distretto di Bərdə. Conta una popolazione di 306 abitanti.